# Hilda Anna Krisch
Hilda Anna Krisch (Joinville, 6 de março de 1900 – Joinville, 24 de junho de 1995), foi uma enfermeira brasileira.

## Biografia
Seus antepassados eram austríacos e chegaram ao Brasil em 1863. Sendo seu pai, João Krisch, nascido no Brasil e em 1891 casou-se com a imigrante alemã Marie Muller tendo três filhas chamadas Ema, Else e Hilda.
Hilda cresceu em um ambiente onde seu pai com seus conhecimentos rudimentares de Medicina dava assistência em emergências na área rural, pois os médicos eram muito raros nestas terras. Seus primeiros estudos foram na antiga Escola Alemã, Deustsch Schule, e o seu Curso Complementar na Escola Conselheiro Mafra.
Estagiando em um hospital em Blumenau, o Dr. Norberto Bachmann aconselhou Hilda a estudar Biologia em São Paulo. Ela foi e, observando as atitudes de enfermeiras em vários hospitais, decidiu-se a fazer parte do Curso de Enfermagem oferecido pelo Hospital Samaritano (1927-1930). Depois para aprofundar mais seus estudos quis se especializar e fez um exame de admissão na Escola Anna Nery no Rio de Janeiro e se destacou como a melhor aluna da turma.
Foi oferecido a Hilda pela Fundação Rockefeller uma bolsa de estudos nos EUA, onde ela teve a oportunidade de fazer vários cursos nas diferentes áreas da enfermagem. Quando Hilda voltou ao Brasil ela atuou na Escola de Enfermagem Anna Nery.
Hilda ocupou a presidência da Associação Brasileira de Enfermeiras Diplomadas (ABED), então ANEDB de 1938 a 1941, pois em 1938 Edith Magalhães pediu que elegessem outra pessoa para ocupar seu cargo e que fosse gente nova, cheia de vida e esperança, e a gestão de Hilda foi muito significativa, pois houve admissão de um guarda-livros; ela mudou a biblioteca para o pavilhão de aulas da Escola de Enfermagem Anna Nery, transferiu a sede da Associação do pavilhão para o internato da escola, contratou uma advogada para assessorar a Associação, etc.
Quando acabou seu mandado na presidência da ANEDB, Hilda ajudou a organizar o Hospital das Clínicas de São Paulo junto com Edith Magalhães e Odair Pedroso. Trabalhou como Assistente da Subdivisão de Enfermagem e mais tarde foi designada chefe dessa Divisão, organizando as enfermeiras, participando da compra de materiais e equipamentos, contratou e treinou o pessoal.
Mais tarde, por ser Enfermeira Federal foi atuar nos Estados do Sul, morando em Santa Catarina e realizou como sempre importante trabalho nesta função. Desde que assumiu a presidência da Associação Brasileira de Enfermeiras Diplomadas (ABED), então ANEDB, se preocupava com a falta de enfermeiros, e qualificar o pessoal de enfermagem foi o tema discutido na 1ª Semana de Estudos de Enfermagem (SC- 1956) o qual se tornou realidade em 1959 com a Escola de Auxiliares de Enfermagem em Madre Boaventura - SC. Somente em 1969 foi agregado o nível superior de Enfermagem na Faculdade de Medicina da Universidade de Santa Catarina.
Hilda mais uma vez foi contemplada com uma bolsa de estudos nos EUA, desta vez pela OMS e permaneceu por lá durante cinco anos.
Quando voltou contratou um arquiteto para projetar e construir sua casa em Joinville e em 1955, por uma doença grave, foi operada e depois aposentou-se. Durante cerca de trinta anos ela se interessou por outra atividade com o mesmo entusiasmo de antes, a chamavam de locomotiva.
Hilda foi uma das primeiras enfermeiras catarinenses a se filiar a quando foi criada a Associação Brasileira de Enfermagem (ABEN) – Seção Santa Catarina (1962).
Solteira, recebia suas amigas para jogar canastra em sua casa com um vasto jardim e em 1994 foi entrevistada em sua casa para falar da sua contribuição para a profissão de Enfermagem. Em 24 de junho de 1995, ocorre o seu falecimento em sua cidade natal, Joinville.